# Прича о љубави обично угњави
Прича о љубави обично угњави је девети студијски албум музичке групе Рибља чорба, објављен 1988. године.
Уз објављивање овог албума бенд је прославио десет година постојања. Песме нису биле политичке природе. Највећи хитови су: „Авиону сломићу ти крила“ (за време НАТО бомбардовања 1999. била је протестна химна), „Целу ноћ те сањам“, „Још једна цигарета пре спавања“, „Око мене“, „Кажи, ко те љуби док сам ја на стражи“ и „Напољу“.
„Прича о љубави обично угњави“ је последњи албум на коме је свирао Никола Чутурило.
На унутрашњој страни омота између осталог стоји: „Захваљујемо Б. Ђорђевићу што је 3x (три пута) дошао трезан у Студио V”

## Списак песама
1. Око мене — 3:50
2. Прошлости (Ниси била бог зна шта) — 4:37
3. Знам те (Другога воли) — 4:10
4. Кажи, ко те љуби док сам ја на стражи — 4:40
5. Још једна цигарета пре спавања — 3:30
6. Авиону сломићу ти крила — 3:43
7. Напољу — 4:51
8. Људи — 4:05
9. Лупа бубањ, звечи звечка — 3:17
10. Целу ноћ те сањам — 5:00

## Чланови групе
- Бора Ђорђевић — вокал
- Видоја Божиновић — гитара
- Никола Чутурило — гитара
- Миша Алексић — бас-гитара
- Вицко Милатовић — бубњеви